# 半頷臼齒麗鯛
半頷臼齒麗鯛，為輻鰭魚綱鱸形目隆頭魚亞目慈鯛科的其中一種，分布於非洲馬拉威湖流域，為特有種，體長可以達18.5公分，棲息在中底層水域，生活習性不明，可以作為觀賞魚。

## 擴展閱讀
維基物種上的相關：半頷臼齒麗鯛